# 무안 삼왕묘
무안 삼왕묘(務安 三王廟)는 대한민국 전라남도 무안군 청계면 태봉리에 있다. 2019년 6월 21일 무안군의 향토문화유산 제15호로 지정되었다.

## 지정 사유
무안군 청계면 태봉리에 위치한 삼왕묘는 김해 김씨와 가락국의 시조인 김수로왕과 양왕 김구형, 홍무대왕 김유신 등 삼왕을 모시기 위해 세운 사우로, 정면 3칸 규모의 사당과, 전면 3칸 규모의 내삼문이 있는 전형적인 문중사우 구조를 보이고 있다.
삼왕묘는 1946년 청계면 태봉리에 거주하는 김용운 선생이 설립한 사우로, 3칸 규모의 사당, 경숙문, 외사와 4칸 규모의 숭의재, 5칸 규모의 고직사로 구성되어 있다. 향사는 김해 김씨 후손들이 매년 봄가을 2차례 실시하고 있다.